# Liste der Naturdenkmale in Gomadingen
| Naturdenkmale | Anzahl |
| ------------- | ------ |
| FND           | 4      |
| END           | 17     |
| Gesamt        | 21     |

Die Liste der Naturdenkmale in Gomadingen nennt die verordneten Naturdenkmale (ND) der im baden-württembergischen Landkreis Reutlingen liegenden Gemeinde Gomadingen. In Gomadingen gibt es insgesamt 21 als Naturdenkmal geschützte Objekte, davon 4 flächenhafte Naturdenkmale (FND) und 17 Einzelgebilde-Naturdenkmale (END).
Stand: 22. Juni 2017.

## Flächenhafte Naturdenkmale (FND)
| Name                      | Bild | Kennung     | Einzelheiten | Position | Fläche Hektar | Datum         |
| ------------------------- | ---- | ----------- | ------------ | -------- | ------------- | ------------- |
| Feuchtgebiet Güllen       | BW   | 84150270026 | Gomadingen   | ⊙        | 1,1           | 10. Jan. 2017 |
| Feuchtgebiet Hinter Hofen | BW   | 84150270027 | Gomadingen   | ⊙        | 1,9           | 10. Jan. 2017 |
| Feuchtgebiet Riedwiesen   | BW   | 84150270028 | Gomadingen   | ⊙        | 3,0           | 10. Jan. 2017 |
| Lauterquelle              |      | 84150270025 | Gomadingen   | ⊙        | 0,1           | 10. Jan. 2017 |
| Legende für Naturdenkmal  |      |             |              |          |               |               |

## Einzelgebilde (END)
| Name                           | Bild | Kennung     | Einzelheiten | Position | Fläche Hektar | Datum         |
| ------------------------------ | ---- | ----------- | ------------ | -------- | ------------- | ------------- |
| Allee Grafeneck                |      | 84150270040 | Gomadingen   | ⊙        | 0,0           | 10. Jan. 2017 |
| Bergahorn Stettener Berg       | BW   | 84150270035 | Gomadingen   | ⊙        | 0,0           | 10. Jan. 2017 |
| Eiche Bergwiesen               | BW   | 84150270041 | Gomadingen   | ⊙        | 0,0           | 10. Jan. 2017 |
| Eiche und Buche am Eichberg    | BW   | 84150270039 | Gomadingen   | ⊙        | 0,0           | 10. Jan. 2017 |
| Esche Martinskirche            | BW   | 84150270042 | Gomadingen   | ⊙        | 0,0           | 10. Jan. 2017 |
| Feldahorn Unterer Hardt        | BW   | 84150270037 | Gomadingen   | ⊙        | 0,0           | 10. Jan. 2017 |
| Friedhofslinde Gomadingen      | BW   | 84150270034 | Gomadingen   | ⊙        | 0,0           | 10. Jan. 2017 |
| Knitze Buchen                  | BW   | 84150270036 | Gomadingen   | ⊙        | 0,0           | 10. Jan. 2017 |
| Linde im Oberdorf              | BW   | 84150270043 | Gomadingen   | ⊙        | 0,0           | 10. Jan. 2017 |
| Linden im Gewann Meiereiwiesen | BW   | 84150270031 | Gomadingen   | ⊙        | 0,0           | 10. Jan. 2017 |
| Lindenallee Offenhausen        | BW   | 84150270033 | Gomadingen   | ⊙        | 0,0           | 10. Jan. 2017 |
| Portallinden Offenhausen       | BW   | 84150270032 | Gomadingen   | ⊙        | 0,0           | 10. Jan. 2017 |
| Stieleiche Brunnhalde Ost      |      | 84150270045 | Gomadingen   | ⊙        | 0,0           | 10. Jan. 2017 |
| Stieleiche Brunnhalde West     |      | 84150270044 | Gomadingen   | ⊙        | 0,0           | 10. Jan. 2017 |
| Traufbuche im Gewann Kuhteich  | BW   | 84150270030 | Gomadingen   | ⊙        | 0,0           | 10. Jan. 2017 |
| Ulme im Gewann Salzegert       | BW   | 84150270029 | Gomadingen   | ⊙        | 0,0           | 10. Jan. 2017 |
| Weidbuche Schwende             | BW   | 84150270038 | Gomadingen   | ⊙        | 0,0           | 10. Jan. 2017 |
| Legende für Naturdenkmal       |      |             |              |          |               |               |